# Мовсесян, Сурен Амбарцумович
Сурен Амбарцумович Мовсесян — советский государственный и политический деятель в Армении.

## Биография
Родился в 1911 году. Член ВКП(б).
С 1936 года — на общественной и политической работе.
В 1936—1976 годах — директор Института геологических наук Армянского филиала Академии наук СССР, министр промстройматериалов, председатель Госплана, заместитель председателя Совета министров, председатель Совнархоза Армянской ССР, первым заместителем председателя Верховного Совета Армянской ССР, глава Кавказской лаборатории региональных геолого-экономических исследований Всесоюзного института экономики минерального сырья и геолого-разведочных работ.
Избирался депутатом Совета Национальностей Верховного Совета СССР 5-го, 6-го, 7-го, 8-го созывов.

## Награды
- Сталинская премия второй степени (1950) — за открытие и геологические исследования месторождений полезных ископаемых.
- Орден Ленина.
- Два ордена Трудового Красного Знамени (24.11.1945, …).